# 제리 루이스
제리 루이스(영어: Jerry Lewis, 1926년 3월 16일 ~ 2017년 8월 20일)는 미국의 배우, 희극 배우, 영화 감독이다. 1940년대 딘 마틴과 함께 "마틴과 루이스"라는 팀을 이뤄 코미디 배우로 활동하며 인기를 얻었다. 1956년에 팀을 해체한 이후에는 감독으로 활동하며 대표작으로 《레이디스 맨》, 《너티 프로페서》 등을 제작하였다.

## 작품 목록
|      | 제목         | 원제               | 연출 | 각본 | 제작 | 출연 | 배역                          |
| ---- | ------------ | ------------------ | ---- | ---- | ---- | ---- | ----------------------------- |
| 1967 | 더 빅 마우스 | The Big Mouth      | o    | o    | o    | o    | 제럴드 클램슨 / 시드 밸런타인 |
| 1982 | 코미디의 왕  | The King of Comedy |      |      |      | o    | 제리 랭포드                   |
| 2016 | 더 트러스트  | The Trust          |      |      |      | o    | 스톤의 아버지                 |
|      |              |                    |      |      |      |      |                               |

## 서훈
- 2013년 명예 오스트레일리아 훈장 Member(honorary AM, 외국인대상 정원외)